# George Macartney

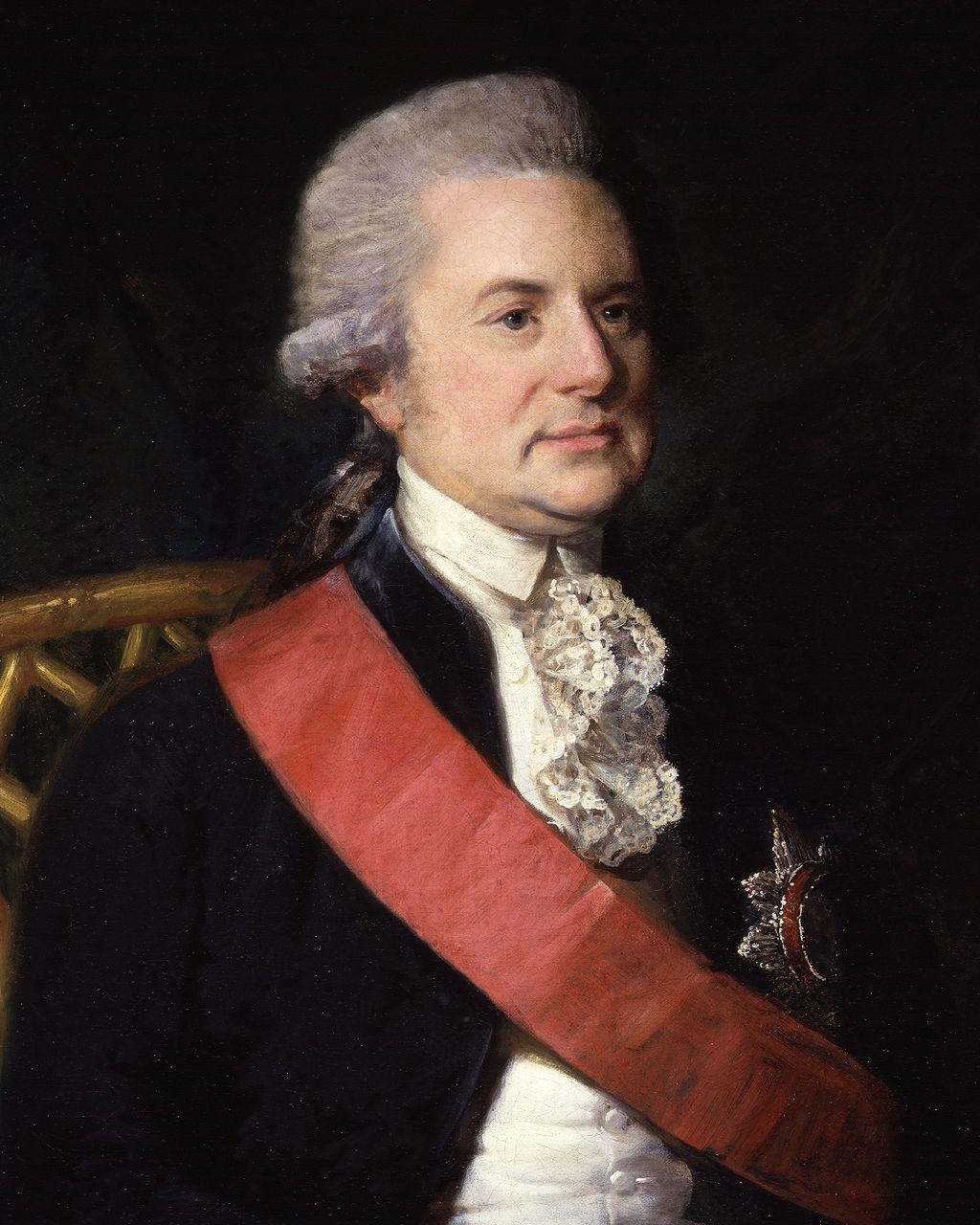
George Macartney

Lord George Macartney (Lissanoore (Antrim), 14 mei 1737 – Chiswick, 31 mei 1806) was de eerste gouverneur van de Engelse Kaapkolonie. Hij regeerde er van 1796 tot 1798.

## Carrière
Van 1776 tot 1779 was Macartney gouverneur van Grenada. In 1779 werd het eiland aangevallen en veroverd door Franse troepen onder de graaf d'Estaing en was Macartney gedwongen de onvoorwaardelijke overgave te tekenen.
In 1781 werd hij aangesteld als gouverneur van Madras, de Britse kolonie in het zuiden van India. De kolonie werd in de Tweede Oorlog tussen Mysore en de Britten (1780-1784) aangevallen door de troepen van sultan Haider Ali van Mysore. Dankzij de overwinningen van Eyre Coote lukte het de sultan niet de Britten uit India te verdrijven. Op Macartney's initiatief werden onderhandelingen begonnen met Haider Ali's opvolger, Tipu Sultan. De vrede werd getekend met het verdrag van Mangalore in 1783.

### Missie naar China

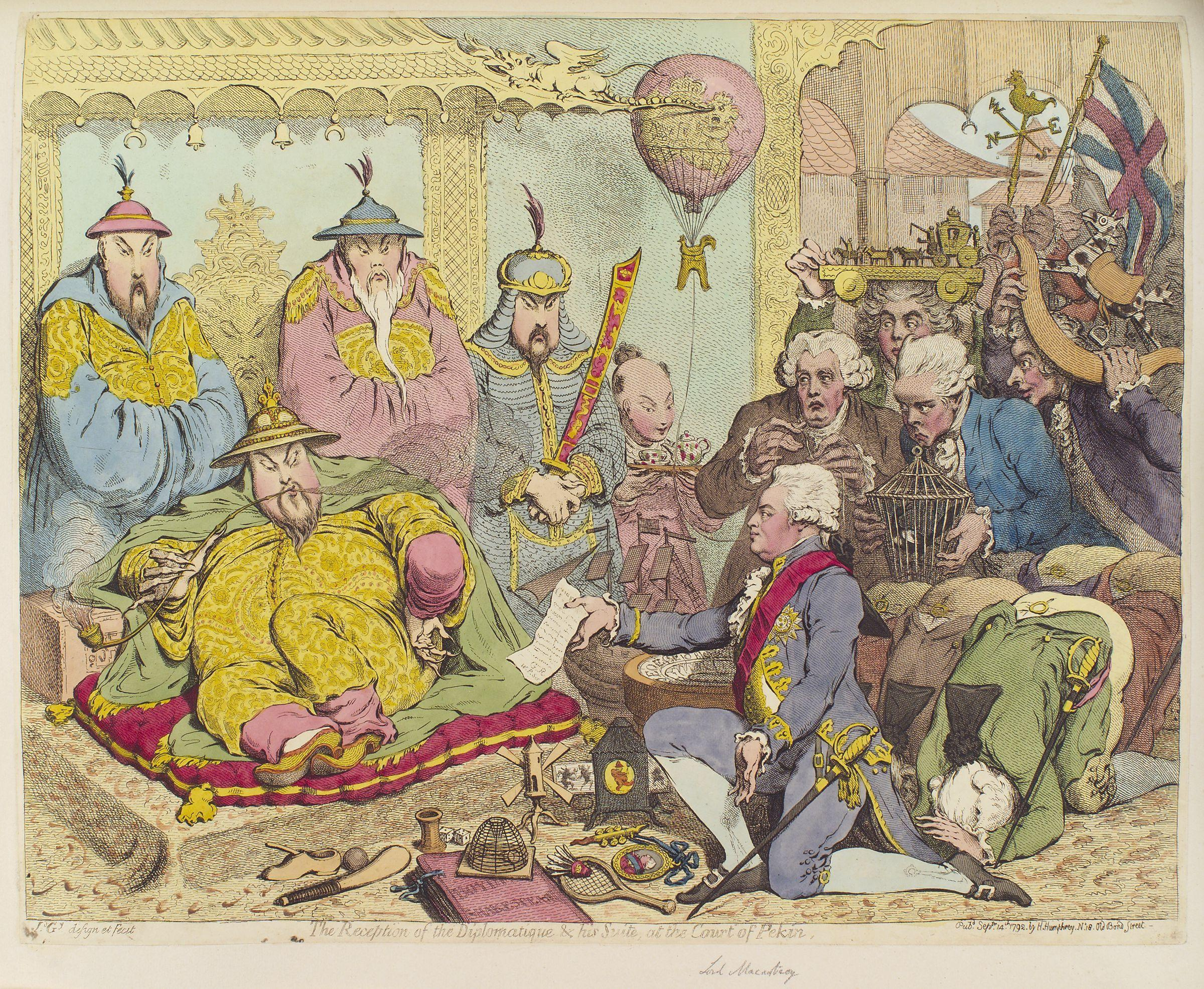
Spotprent van Macartney bij de Chinese keizer Qianlong

Op 26 september 1792 vertrok een gezantschap onder leiding van Macartney naar de Chinese hoofdstad Peking. Hij had de opdracht om de handelsmogelijkheden voor de Britse Oost-Indische Compagnie (BOIC) te verruimen en een ambassade in Peking te vestigen. Macartney en zijn gevolg vertrokken aan boord van het oorlogsschip HMS Lion met Erasmus Gower als kapitein en de Hindostan van de BOIC. In de scheepsruimen stonden 600 kisten met geschenken, waaronder een planetarium, geweren en kanonnen en luxe artikelen, met een waarde van 14.000 pond sterling.
Op 20 juni 1793 meerden de schepen aan bij Macau en hier kregen ze toestemming voor hun bezoek aan keizer Qianlong. Ze voeren verder naar de monding van de Hai en legden het laatste deel van de reis over land af. In september 1793 kwam hij bij het hof aan. Macartney faalde in zijn opdracht, Qianlong stond geen verruiming van de handel toe en een ambassade werd ook niet toegestaan. De keizer gaf opdracht veel geschenken in te pakken om mee terug te nemen naar Engeland. Qianlong zond ook een brief met toelichting naar koning George III. Voor de handelsuitbreiding zag de keizer geen noodzaak, want het Kantonsysteem functioneerde goed en China beschikte over alles waar het behoefte aan had.
Van de reis is een uitgebreid verslag gemaakt. Sir George Staunton was hiervan de samensteller en hij gebruikte de aantekeningen van Macartney en Erasmus Gower als bronnen. Macartney had geen positief beeld over het land, zoals uit onderstaand citaat blijkt:
The Empire of China is an old, crazy, first-rate Man of War, which a fortunate succession of able and vigilant officers have contrived to keep afloat for these hundred and fifty years past, and to overawe their neighbours merely by her bulk and appearance. But whenever an insufficient man happens to have the command on deck, adieu to the discipline and safety of the ship. She may, perhaps, not sink outright; she may drift some time as a wreck, and will then be dashed to pieces on the shore; but she can never be rebuilt on the old bottom.

### Gouverneur van de Kaap
Macartney werd in 1796 de eerste civiele gouverneur van de Kaap. Hij kreeg daar te maken met Nederlands-sprekende kolonisten met een sterk republikeinse inslag en vertoonde neigingen om daartegen daadkrachtig op te treden. Hij was een van de eersten die een vorm van apartheid invoerde. Een voorloper van de pasjeswetgeving kwam van zijn hand. Macartney was ook verantwoordelijk voor het allereerste postkantoor van Kaapstad.